# Shigezhuang, Wuqing
Shigezhuang (kinesiska: 石各庄, 石各庄镇) är en köping i Kina. Den ligger i storstadsområdet Tianjin, i den norra delen av landet, omkring 33 kilometer nordväst om stadens centrum. Antalet invånare är 23 309. Befolkningen består av 11 227 kvinnor och 12 082 män. Barn under 15 år utgör 15,0 %, vuxna 15-64 år 75 %, och äldre över 65 år 8,0 %.